# Nationaal Instituut voor de Radio-omroep

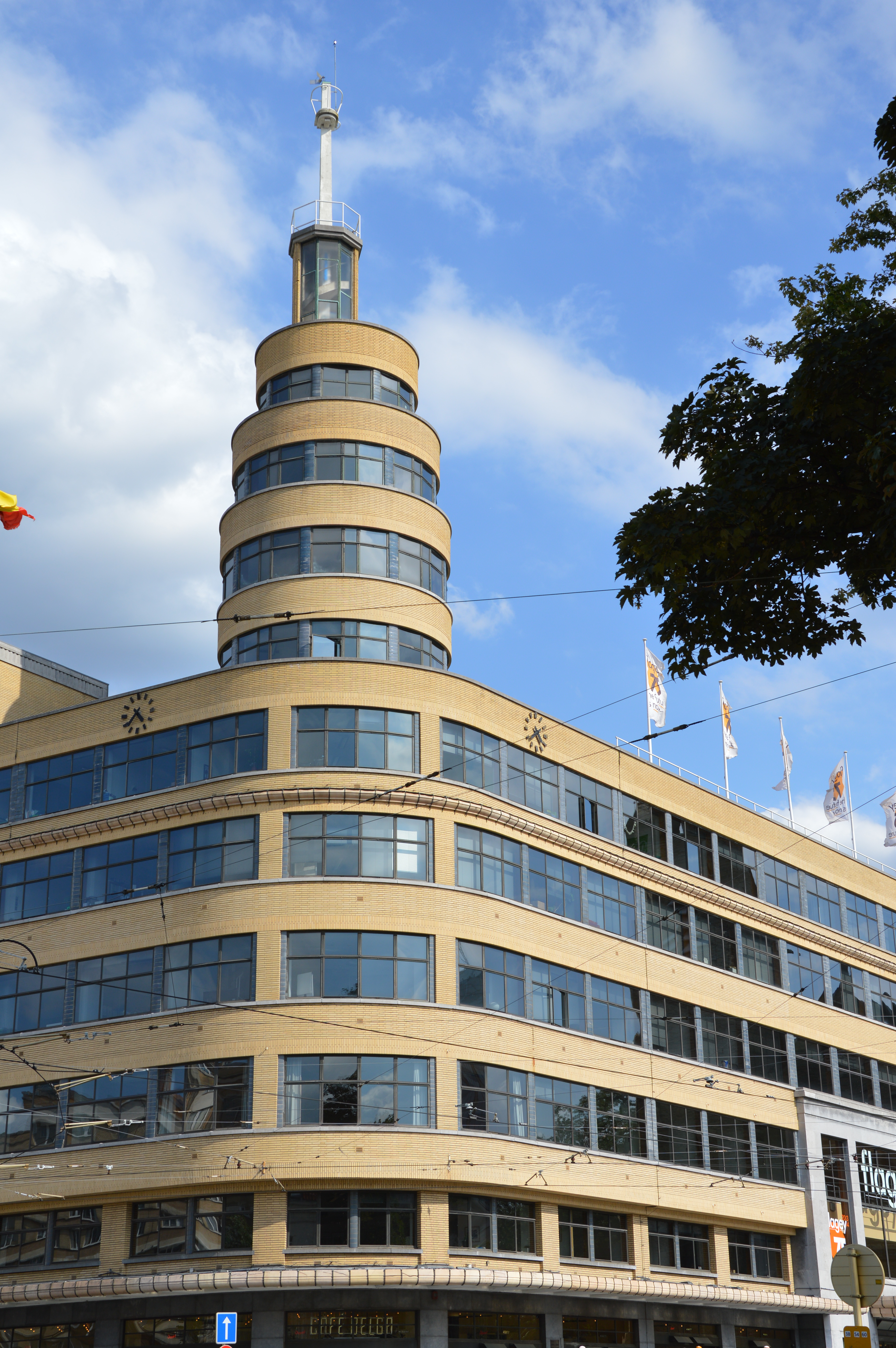
Flageygebouw

Het Nationaal Instituut voor de Radio-Omroep (NIR) (Frans: Institut national de radiodiffusion (INR)) was een Belgische omroeporganisatie naar BBC-model, die bestond van 1930 tot 1960. De uitzendingen gebeurden vanuit het Flageygebouw.

## Geschiedenis

### NIR-radio
Het NIR werd opgericht bij de wet van 18 juni 1930. De Belgische staat had in datzelfde jaar het monopolie op de radiocommunicatie genomen, nadat eerder particulieren al waren begonnen met uitzenden. Het NIR zou voortaan via nationale golflengtes de zendtijd onder de bestaande radioverenigingen verdelen. Het NIR beschikte in 1930 over drie golflengtes die België een jaar eerder waren toegewezen tijdens een internationale conferentie in Praag. Op 1 februari 1931 begon het NIR met twee golflengten uit te zenden (Vlaams en Frans). In 1937 werd het NIR opgesplitst in een Franstalige en een Nederlandstalige afdeling. Op 25 juni 1938 werd het NIR-gebouw op het Flageyplein voltooid. 
Na de inval op 10 mei 1940 werd het NIR ingepalmd op 28 mei 1940 door de Duitse bezetter. Bij een verordening van 31 juli 1940 werd door de militair bevelhebber Alexander von Falkenhausen beslist dat het Nationaal Instituut voor de Radio-omroep (NIR) ophield te bestaan en Zender Brussel de taak over te nemen. De zender was gevestigd in het Flageygebouw, het omroepgebouw van de NIR aan het Flageyplein in Brussel. Op 28 mei 1940 was men al begonnen met uitzenden onder de naam "Sender Brüssel".
Voor het eind van het jaar kwam de nadruk op het culturele aspect te liggen, waar eerst voornamelijk de actualiteit de hoofdtoon voerde. In de daar op volgende jaren werd de inhoud, door druk van bovenaf, meer en meer nationaalsocialistisch. Gedurende vier jaar zonden Zender Brussel en Radio Bruxelles nieuwsbulletins uit, doortrokken van het nationaalsocialistisch gedachtegoed, en doorspekt met berichten tegen zowel de Joden, als tegen de bolsjewieken en de geallieerden. Maar er werden ook sketches uitgezonden, berichten van gevangenen en muziek van Edith Piaf en Maurice Chevalier.
Een deel van het personeel vluchtte naar Londen, waar ze zendtijd van de BBC kregen. Daar werden op 28 september 1940 de uitzendingen hervat. Op 13 oktober 1942 werd de Belgische Nationale Radio Omroep (BNRO) opgericht in Londen. 
Bij de bevrijding werden de collaborerende medewerkers van Zender Brussel en Radio Bruxelles (de ‘verkochte stemmen’) opgespoord. De krijgsraad oordeelde over 79 beschuldigden en spreekt 13 terdoodveroordelingen uit. Op administratief niveau werden zuiveringscommissies belast met de evaluatie van de burgerzin van het personeel van het NIR onder de bezetting. Er waren meer dan 500 journalisten, omroepers, muzikanten, acteurs, technici en stenotypistes die zich moesten verantwoorden. Eén vijfde wordt definitief uitgesloten. Verschillende anderen kregen een blaam of worden tijdelijk geschorst. Honderden artiesten kregen het label ‘niet geschikt voor uitzending’ en hun platen belandden bij het afval.  Na de oorlog werd eveneens de structuur gewijzigd. Zo werd de zendtijd niet meer verdeeld onder enkele privé-omroepen, maar ontstonden er gewestelijke omroepen in Kortrijk (12 september 1944), Gent (18 september 1944), Antwerpen (28 oktober 1944) en  Hasselt (2 maart 1947).

### NIR-televisie

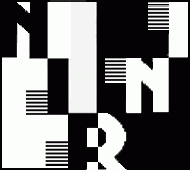
Tweede logo van de NIR (1953-1960)

In 1948 begonnen de voorbereidingen voor de komst van de televisie. Het duurde tot 31 oktober 1953 vooraleer de eerste televisie-uitzendingen in Vlaanderen plaatsvonden.
Bij wet van 18 mei 1960 werd het NIR opgeheven en ontstonden de Belgische Radio en Televisie (BRT) en Radiodiffusion-télévision belge (RTB) voor de Nederlandstalige en Franstalige uitzendingen.

## Leiding
Marcel Van Soust de Borckenfeldt, eerder directeur van Radio Belgique, werd bij de oprichting van het NIR de eerste directeur-generaal. Er kwam ook nog één directeur per taalgroep. Voor Vlaanderen was dit Gust De Muynck, voor de Franstalige taalgroep werd het Théo Fleischman.
Vanaf 1937 kreeg iedere taalgroep een directeur-generaal. Voor het Nederlandstalige gedeelte werd dit Theo De Ronde. Hij overleed in 1939 en werd opgevolgd door Jan Boon.
Op 10 december 1952 werd Bert Leysen directeur van de Vlaamse Televisie. Hij overleed onverwacht op 17 september 1959.

### Directeuren(-generaal) NIR
- 1930 - 1937: Gust De Muynck
- 1937 - 1939: Theo De Ronde
- 1939 - 1952: Jan Boon
- 1952 - 1959: Bert Leysen